# Ben E. King
Ben E. King (Henderson, Carolina del Norte, 28 de septiembre de 1938-Teaneck, Nueva Jersey; 30 de abril de 2015), nacido como Benjamin Earl Nelson, fue un cantante y productor estadounidense de soul y pop. Fue compositor y cantante de "Stand by Me", un éxito de los Top 10 de los Estados Unidos, tanto en 1961 como más tarde en 1986 (cuando se utilizó como tema de la película del mismo nombre), un hit número uno en el Reino Unido en 1987, y n.° 25 en la lista de canciones del siglo de la RIAA.
Fue uno de los principales cantantes del grupo vocal de R&B The Drifters, siendo la voz principal y cantando uno de sus mayores éxitos mundiales (y solo el único N.º 1 en los Estados Unidos) "Save the Last Dance for Me". King pasó su infancia en Carolina del Norte, donde cantaba en el coro de una iglesia. Tras mudarse con su familia a Harlem, formó un grupo doo-wop llamado The Four B’s mientras cursaba la secundaria. Luego de un intento fallido por unirse a los Moonglows, en 1956 fue descubierto mientras cantaba en la cafetería de su padre en Harlem, y fue invitado a unirse al grupo vocal The Five Crowns. Dos años después, George Treadwell, el mánager de The Drifters, despidió a los miembros originales del grupo y los reemplazó con integrantes de The Five Crowns. Con King como vocalista principal, esta nueva formación de The Drifters logró un éxito entre los diez primeros en las listas pop con “There Goes My Baby” (1959) y alcanzó el número uno con “Save the Last Dance for Me” (1960).
Tras dejar The Drifters, King alcanzó el éxito como solista con sencillos como “Spanish Harlem” (1960) y “Stand by Me” (1961). Esta última tuvo un impacto duradero; volvió a ingresar al top 10 casi 25 años después de su lanzamiento original, al incluirse en la banda sonora de la película Stand by Me (1986), dirigida por Rob Reiner. Otros éxitos de King incluyen “Don’t Play That Song (You Lied)” (1962) y “I (Who Have Nothing)” (1963). Como miembro de The Drifters, fue incluido en el Salón de la Fama del Rock and Roll en 1988.

## Biografía

### Inicios
King nacido con el nombre de Benjamin Earl Nelson el 28 de septiembre de 1938 en Henderson, Carolina del Norte, y se mudó a Harlem, Nueva York, a la edad de nueve años en 1947. King comenzó a cantar en coros de iglesias y en la escuela formó los Four B's, un grupo doo-wop que ocasionalmente actuaba en el Apollo.

## Carrera

### The Drifters
En 1958, King (que todavía usaba su nombre de nacimiento) se unió a un grupo doo-wop llamado The Five Crowns (Las Cinco Coronas). Más tarde ese año, el gerente de los Drifters, George Treadwell, despidió a los miembros de los Drifters originales y los reemplazó por los miembros de las The Five Crowns.
King tuvo una serie de éxitos de R&B con el grupo en Atlantic Records. Coescribió y cantó el primer éxito del Atlántic con la nueva versión de Drifters, "There Goes My Baby" (1959). Cantó en una sucesión de éxitos del equipo de Doc Pomus y Mort Shuman, entre los que se incluye "Save the Last Dance for Me", "This Magic Moment" y "I Count the Tears". King grabó solo trece canciones con los Drifters, dos que respaldaron a otros cantantes principales y once interpretaciones vocales principales, incluyendo un tema no lanzado "Temptation") El último de los sencillos de los Drifters dirigidos por King que se lanzó fue "A veces me pregunto", que se grabó el 19 de mayo de 1960, pero no se emitió hasta junio de 1962.
Debido a disputas contractuales con Treadwell en las que King y su mánager, Lover Patterson, exigieron una mayor compensación, King rara vez actuó con los Drifters en giras o en televisión. En televisión, el miembro de Drifters, Charlie Thomas, solía sincronizar las canciones que King había grabado con los Drifters.

### Carrera en solitario
En mayo de 1960, King dejó The Drifters, asumiendo el nombre artístico de Ben E. King en preparación para una carrera en solitario. Permaneciendo con Atlantic Records en su sello Atco, King obtuvo su primer éxito en solitario con la balada «Spanish Harlem» (1961).
Su siguiente sencillo, «Stand by Me», escrito con Jerry Leiber y Mike Stoller, finalmente sería votado como una de las canciones del siglo por la Asociación de la Industria de la Grabación de Estados Unidos. King citó a los cantantes Brook Benton, Roy Hamilton y Sam Cooke como influencias para su voz de la canción. "Stand by Me", "There Goes My Baby", "Spanish Harlem" y "Save the Last Dance for Me" fueron nombrados entre las 500 canciones que dieron forma al Rock and Roll por el Salón de la Fama del Rock and Roll. Otras canciones conocidas de King incluyen "Don't Play That Song (You Lied)", "Amor", "Seven Letters", "How Can I Forget", "On the Horizon", "Young Boy Blues", "First Taste of Love", "Here Comes the Night", "Ecstasy" y "That's When It Hurts". En el verano de 1963, King tuvo un éxito Top 30 con "I (Who Have Nothing)", que alcanzó el Top 10 en la estación de radio de Nueva York, WMCA.
Las grabaciones de King continuaron colocándose bien en la lista Billboard Hot 100 hasta 1965. Las bandas de pop británicas comenzaron a dominar la escena de la música pop, pero King siguió publicando éxitos de R&B, incluyendo "What is Soul?" (1966), "Tears, Tears, Tears" (1967), y "Supernatural Thing" (1975), número 5 en la lista Billboard Hot 100 y número 1 en la lista Hot R&B.
King regresó a The Drifters a finales de 1982 en Inglaterra, y cantó con ellos hasta la ruptura y reorganización del grupo en 1986. Desde 1983 hasta la ruptura de la banda, los otros miembros de esta formación de Drifters fueron Johnny Moore, Joe Blunt y Clyde Brown. 
Una reedición de 1986 de "Stand by Me" fue incluida como tema principal de la película Cuenta conmigo y volvió a entrar en las listas de éxitos Billboard Top Ten después de una ausencia de 25 años. Esta reedición también alcanzó el número 1 en el Reino Unido e Irlanda durante tres semanas en febrero de 1987. La reedición también convirtió a King en el primer cantante en llegar al top 10 de los Hot 100 en las décadas de 1950, 1960, 1970 y 1980, ya sea como miembro de un grupo (en este caso, The Drifters) o como un cantante en solitario que lo hizo.
En 1990, King y Bo Diddley, junto con Doug Lazy, grabaron una versión renovada de hip hop de la exitosa canción de 1958 de The Monotones, "Book of Love" para la banda sonora de la película Book of Love. También grabó un álbum infantil, I Have Songs In My Pocket, escrito y producido por el artista musical infantil Bobby Susser en 1998, que ganó el Premio a la elección de directores de noticias de la primera infancia y el Premio Dr. Toy / Instituto para los recursos de la infancia. King interpretó "Stand by Me" en el Late Show con David Letterman en 2007. Ahmet Ertegun dijo: "King es uno de los mejores cantantes en la historia del rock and roll y el rhythm and blues". 
Como Drifter y como artista solista, King había logrado cinco éxitos número uno: "There Goes My Baby", "Save the Last Dance for Me", "Stand By Me", "Supernatural Thing" y la reedición de 1986 de "Stand By Me". También obtuvo 12 éxitos Top 10 y 26 éxitos Top 40 de 1959 a 1986. Fue incluido en el Salón de la Fama del Rock and Roll como miembro de The Drifter y también fue nominado como solista. 
"I (Who Have Nothing)" de King fue seleccionado para el CD Sopranos Peppers and Eggs Soundtrack (2001).
King fue incluido en el Salón de la Fama de la Música de Carolina del Norte en 2009.
El 27 de marzo de 2012, el Salón de la Fama de los Compositores anunció que "Stand By Me" recibiría su Premio Towering Song 2012 y que King sería honrado con el Premio Towering Performance 2012 por su grabación de la canción.

## Vida posterior
King participó activamente en su fundación caritativa, la Fundación Stand By Me, que ayuda a proporcionar educación a jóvenes merecedores. Era residente de Teaneck, Nueva Jersey , desde finales de los años sesenta.
King interpretó "Stand By Me" durante un tributo televisado al fallecido comediante George Carlin, ya que era uno de los artistas favoritos de King. 
El 11 de noviembre de 2010, realizó "Stand By Me" en los Grammy Latinos con Prince Royce.
King realizó una gira por el Reino Unido en 2013 y tocó en conciertos en los Estados Unidos a finales de 2014, a pesar de los problemas de salud reportados.

## Muerte
King murió en el Centro Médico de la Universidad de Hackensack el 30 de abril de 2015 a la edad de 76 años. Su agente dijo que había sufrido "problemas coronarios" en el momento de su muerte. A King le sobrevive su esposa, Betty, tres hijos y seis nietos.

## Legado
Las canciones de King han sido interpretadas por cantantes de varios géneros. «So Much Love» fue grabado por Dusty Springfield y muchos otros. "I (Who Have Nothing)" fue interpretada por Shirley Bassey en 1963 y también por Tom Jones en 1970, así como una grabación de 1979 por Sylvester. "Till I Can't Take It Anymore" fue grabada por su compañero Ray Charles en 1970 y "Spanish Harlem" fue grabada en 1961 por el cantante mexicano Enrique Guzmán en la versión en español además de ser cantada por Aretha Franklin en 1971. "Stand by Me" fue versionada  por The Righteous Brothers, Otis Redding, John Lennon, Mickey Gilley, Florence + The Machine y Tracy Chapman. King también inspiró a varias bandas de rock: Siouxsie and the Banshees grabaron "Supernatural Thing" en 1981 y Led Zeppelin hizo una versión de "Groovin", más conocida bajo el título de "We're Gonna Groove".
El 19 de mayo de 2018, Karen Gibson y el Coro del Reino interpretaron "Stand By Me" de King en la boda del príncipe Harry y Meghan Markle.

## Discografía

### Álbumes de estudio
- Spanish Harlem (1961, Atco) US: #57 UK: #30
- Ben E. King Sings for Soulful Lovers (1962)
- Don't Play That Song (1962)
- Young Boy Blues (1964)
- Ben E. King's Greatest Hits (1964)
- Seven Letters (1965)
- Rough Edges (1970, Maxwell)
- The Beginning of It All (1972, Mandala)
- Supernatural (1975, Atlantic) US: #39
- I Had a Love (1976)
- Rhapsody (1976)
- Benny and Us (1977) US: #33 con el Average White Band
- Let Me Live in Thy Life (1978)
- His Love for Her (1980) US: #73
- Street Tough (1981)
- Save the Last Dance for Me (1987, EMI-Manhattan)
- Stand by Me: The Ultimate Collection (1987, Atlantic) UK: #14
- What's Important to Me (1991, Ichiban)
- Shades of Blue (1993, Half Note)
- I Have Songs In My Pocket (1998, Bobby Susser)
- The Very Best of Ben E. King (1998, Atlantic) UK: #15
- Person to Person: Live at the Blue Note (2003, Half Note)
- I've Been Around (2006, True Life)

### Sencillos
- "Show Me the Way" (1960, Atco)
- "How Often" (1960, Atlantic) with Lavern Baker
- "Stand by Me" (1961)
- "Spanish Harlem" (1961, Atco) R&B: #15 US: #10
- "First Taste of Love" (1961) US: #53 UK: #27 b-side of Spanish Harlem
- "Stand by Me" (1961) R&B: #1 US: #4 UK: #27
- "Amor" (1961) R&B: #10 US: #18 UK: #38
- "Young Boy Blues" (1961) US: #66
- "Here Comes the Night" (1961) US: #81 b-side of Young Boy Blues
- "Ecstasy" (1962) US: #56
- "Don't Play That Song (You Lied)" (1962) R&B: #2 US: #11
- "Too Bad" (1962) US: #88
- "I'm Standing by" (1962) US:#111
- "Tell Daddy" (1962) US:#122 R&B: #29
- "How Can I Forget" (1963) R&B: #23 US: #85
- "I (Who Have Nothing)" (1963) R&B: #16 US: #29
- "I Could Have Danced All Night" (1963) US: #72
- "What Now My Love" US:#102(1964)
- "That's When It Hurts" (1964)
- "What Can A Man Do" (1964) US:#113
- "It's All Over" (1964) US: #72
- "Around The Corner" (1964) US:#125
- "Seven Letters" (1965) R&B: #11 US: #45
- "The Record (Baby I Love You)" (1965) Pop: #84
- "She's Gone Again" (1965) US:#128
- "Cry No More" (1965)
- "Goodnight My Love" (1965) US: #91
- "So Much Love" (1966) US: #96
- "Get In a Hurry" (1966)
- "I Swear by Stars Above" (1966) R&B: #35 b-side of Get in a Hurry
- "They Don't Give Medals to Yesterday's Heroes" (1966)
- "What Is Soul?" (1966) R&B: #38 b-side of They Don't Give...
- "A Man Without a Dream (1967)
- "Tears, Tears, Tears" (1967) R&B: #34 US: #93 b-side of A Man Without...
- "Katherine" (1967)
- "Don't Take Your Sweet Love Away" (1967) R&B: #44
- "We Got a Thing Goin' On" (1968) with Dee Dee Sharp US:#127
- "Don't Take Your Love from Me" (1968) US:#117
- "Where's the Girl" (1968)
- "It Ain't Fair" (1968)
- "Til' I Can't Take It Anymore" US:#134
- "Hey Little One" (1969)
- "I Can't Take It Like a Man" (1970, Maxwell)
- "Take Me to the Pilot" (1972, Mandala)
- "Into the Mystic" (1972)
- "Spread Myself Around" (1973)
- "Supernatural Thing Pt. 1" (1975, Atlantic) R&B: #1 US: #5
- "Do It in the Name of Love" (1975) R&B: #4 US: #60
- "We Got Love" (1975)
- "I Had a Love" (1975) R&B: #23 b-side of We Got Love
- "I Betcha you Didn't Know" (1976)
- "Get It Up" (1977) with Average White Band
- "A Star in the Ghetto" (1977) R&B: #25 with Average White Band
- "Fool for You Anyway" (1977) with Average White Band
- "I See the Light" (1978)
- "Fly Away to My Wonderland" (1978)
- "Music Trance" (1979) R&B: #29
- "Street Tough" (1981)
- "You Made the Difference in My Life" (1981)
- "Stand by Me [re-issue]" (1986) US: #9 UK: #1
- "Spanish Harlem [re-issue]" (1987)
- "Save the Last Dance for Me [re-recorded]" (1987, EMI-Manhattan)
- "What's Important to Me" (1991, Ichiban)
- "You've Got All of Me" (1992)
- "You Still Move Me" (1992)
- "4th of July" (1997, Right Stuff)